# Guy Rossat
Pour les articles homonymes, voir Rossat.
Guy Rossat est un footballeur français né le 25 février 1946 à Marseille évoluant au poste de gardien de but.

## Biographie
Guy Rossat évolue à l'AS Aixoise de 1966 à 1969. Il joue ensuite une saison à l'AS Monaco, relégué en deuxième division ; il est le seul joueur à tenir sa place toute la saison. 
Il rejoint en 1970 le SEC Bastia qui évolue en première division. Avec le club corse, il remporte le Challenge des champions 1972. Il termine sa carrière à l'AS Gardanne où il joue de 1973 à 1975.
Le bilan de la carrière professionnelle de Guy Rossat s'élève à 59 matchs en Division 1 et 68 en Division 2.

## Palmarès
- Vainqueur du Challenge des champions 1972 avec le SEC Bastia